# Anomala pallida
Anomala pallida är en skalbaggsart som beskrevs av Fabricius 1775. Anomala pallida ingår i släktet Anomala och familjen Rutelidae. Inga underarter finns listade i Catalogue of Life.